# 하예나 (가수)
하예나(1988년 11월 8일 ~)는 대한민국의 가수다. 2012년 싱글 앨범 [이별비]로 데뷔했다.

## 방송
- 보이스 코리아 (시즌 1) (2012) - Top8(6위)

## 음반
- 보이스 코리아 Part 1 (2012)
- 보이스 코리아 Part 3 (2012)
- 보이스 코리아 Part 5 (2012)
- 이별비 (2012)
- 보이스 코리아 The Behind (2012)
- 동명이인 (2013)

## 공연
- 포이트리 하예나 박지혜 콘서트 (2012)
- 조재현의 다락방에서 (2013)